# Biserica „Sfântul Arhanghel Mihail” din Drăgușeni
Biserica „Sf. Arhanghel Mihail” este o biserică amplasată în Drăgușeni, raionul Hîncești, Republica Moldova. Este un monument arhitectural de importanță națională inclus în Registrul monumentelor Republicii Moldova ocrotite de stat cu nr. 590 (raionul Hîncești). Datează din 1912.